# Cercetare statistică
Prin cercetarea statistică se urmăresc două obiective importante și anume: unul static și altul dinamic. 
Cercetarea statistică se poate rezuma la o singură evidență a obiectelor sau fenomenelor, concretizată prin tabele de genul celor prezentate la colectivitate statistică. O asemenea descriere poate prezenta totuși o importanță destul de mare din punct de vedere practic. Completând-o cu determinarea unor caracteristici statistice despre care vom vorbi mai departe și al căror calcul depinde exclusiv de valorile și frecvențelor claselor respective în care s-a repartizat colectivitatea statistică concretă, putem obține o descriere și mai clară a colectivității cercetate. Dar o asemenea descriere nu depășește cadrul limitat al colectivității pe care o studiem. Unei asemenea cercetări îi vom spune simplu descriere statistică. După cum se vede, ea are un caracter static. O cercetare statistică poate însă avea un aspect mult mai complet, și anume atunci când ne propunem să determinăm evoluția fenomenului studiat în raport cu diferitele lui variații constatate experimental. Fără îndoială că asemenea rezultate generale trebuie controlate cu realitatea. Prin urmare, fenomenele se pot studia și dintr-un punct de vedere mai larg, în sensul că legile observate în unele cazuri concrete pot fi extinse dincolo de limitele observate ale probelor particulare obținute; ele permit ca fenomenele care se petrec în condiții asemănătoare să fie prevăzute cu suficientă precizie. Importanța deosebită a unor asemenea caracterizări constă tocmai în această latură cu caracter teoretic; de aici nevoia unui studiu aprofundat al colectivităților statistice abstracte cu ajutorul unui aparat matematic adecvat.

Statistica descriptivă, cu caracter static, bazată în special pe studiul valorilor medii ale unor distribuții date, reprezintă prima etapă în dezvoltarea istorică a statisticii matematice. A doua etapă, caracterizată cu ajutorul metodelor calculului probabilităților, aparține secolului nostru. Această concepție dinamică a permis constituirea statisticii matematice ca știință de sine stătătoare, cu probleme și metode proprii.